# Chespirito
Roberto Gómez Bolaños Cacho (Mexico-Stad, 21 februari 1929 – Cancun, 28 november 2014), beter bekend als Chespirito, was een Mexicaans acteur, scenarioschrijver en komiek.

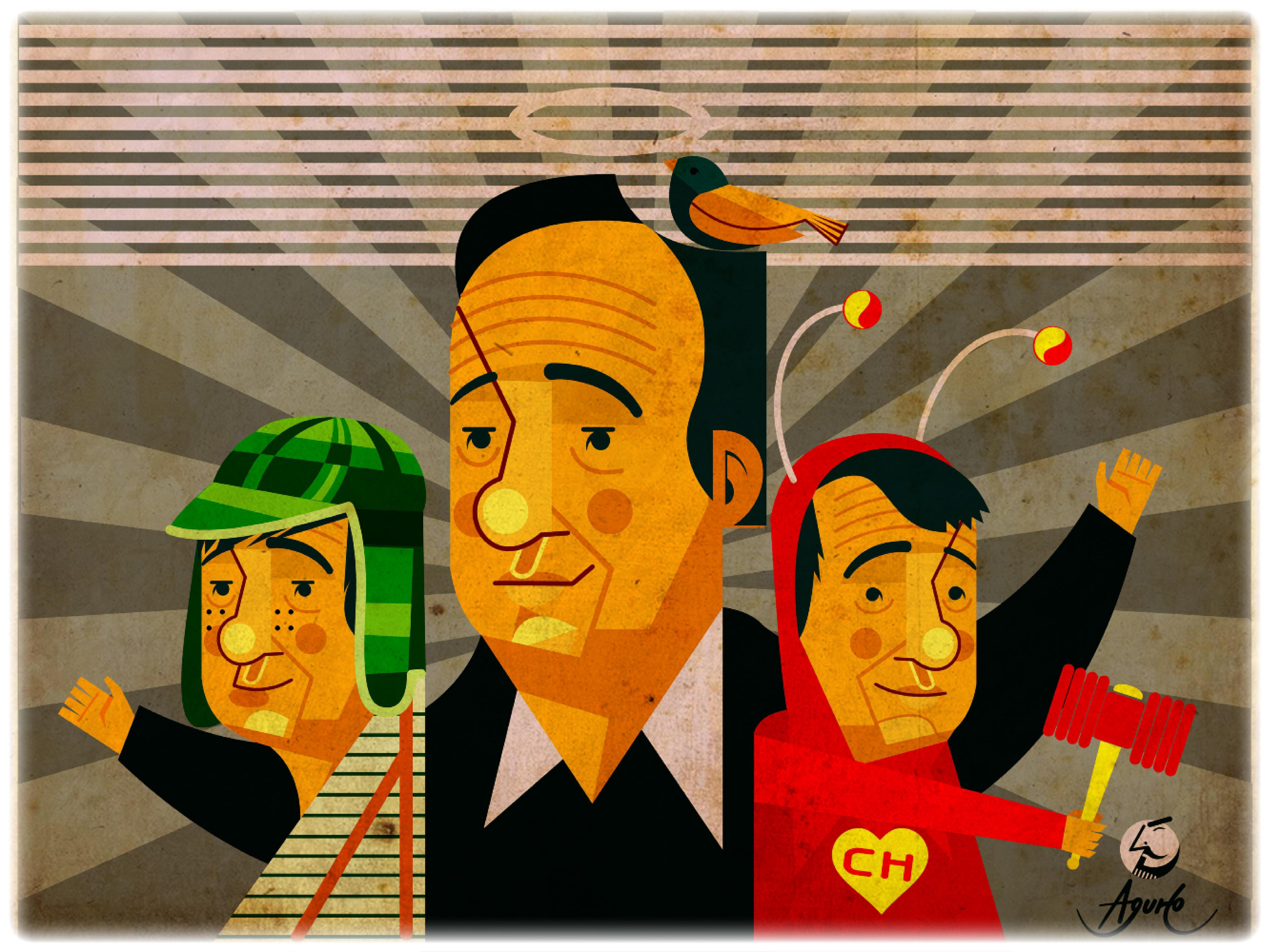
Imagen de homenaje a Chespirito

Gómez Bolaños studeerde industriële techniek aan de Nationale Autonome Universiteit van Mexico (UNAM) en was in zijn jeugd actief als bokser. Zijn bijnaam is een verbastering van Shakespearito, 'kleine Shakespeare', die hem is gegeven door een producer waar hij in zijn eerste jaren als scriptschrijver mee samenwerkte. Chespirito was aanvankelijk alleen tekstschrijver, maar verscheen vanaf 1968 ook als acteur op de televisie.
In 1970 begon zijn programma El Chapulín Colorado, waarin hij een superheld verkleed die als sprinkhaan door het leven gaat, en een jaar later El Chavo del Ocho, waarin hij een 8 jaar oude jongen speelt die leeft in een regenton. Beide programma's bleken in heel Latijns-Amerika een doorslaand succes, en worden vandaag de dag gezien als cultseries. Vanaf 1980 werden geen nieuwe afleveringen meer gemaakt, maar de serie bleef worden uitgezonden en Chespirito bleef rollen spelen in andere televisieseries tot 1995.
In 2007 leidde Chespirito een campagne tegen de legalisering van abortus in Mexico-Stad.
Eind november 2014 overleed hij op 85-jarige leeftijd in Cancun

## Filmografie

### Acteur
- Dos locos en escena (1960)
- Dos criados malcriados (1960)
- El zángano (1967)
- Las tres magníficas (1968)
- Operación carambola (1968)
- La hermana Trinquete (1969)
- La princesita y vagabunda (1969)
- El cuerpazo del delito (1970)
- El amor de María Isabel (1971)
- El Chanfle (1979)
- El Chanfle 2 (1982)
- Don ratón y don ratero  (1983)
- El Charrito (1984)
- Música de viento (1988)
- Doctor Chapatín (1968-1995)
- El Chapulín Colorado (1970-1993)
- El Chavo del Ocho (1971-1992)
- El Chompiras (1972-1995)
- Vicente Chambón (1980-1984)
- Chaparron Bonaparte (1980-1995)
- Don Cavalera (1993-1994)

### Scenarist
- ¡Que vivan los muertos! (1998)
- Charrito (1984)
- El Chanfle II (1982)
- El Chanfle (1979)
- ¡Ahí madre! (1970)
- Fray Dólar (1970)
- La princesa hippie (1969)
- Operación carambola (1968)
- El camino de los espantos (1967)
- Un bovio para dos hermanas (1966)
- Los reyes del volante (1965)
- Los astronautas (1964)
- Los invisibles (1963)
- ¡En peligro de muerte! (1962)
- Pegando con tubo (1961)
- Limosneros con garrote (1961)
- Dos tontos y un loco (1961)
- Los desenfrenados (1960)
- El dolor de pagar la renta (1960)
- Los tigres del desierto (1960)
- Dos criados malcriados (1960)
- Vagabundo y millonario (1959)
- Angelitos del trapecio (1959)
- Los legionarios (1958)

### Componist
- Charrito (1984)
- ¡En peligro de muerte! (1962)
- Tres lecciones de amor (1959)
- Los legionarios (1958)

- Bibsys: 3032224
- Biblioteca Nacional de España: XX1143949
- International Standard Name Identifier: 0000 0000 4983 404X
- Library of Congress Control Number: nr95017896
- MusicBrainz: 2ea6c0f5-ccf1-4110-bba7-ae5b2e1f9285
- Système universitaire de documentation: 200376047
- Virtual International Authority File: 140149196453474791315